# Bartholomea peruviana
Bartholomea peruviana är en havsanemonart som först beskrevs av Ferdinand Albin Pax 1912.  Bartholomea peruviana ingår i släktet Bartholomea och familjen Aiptasiidae. Inga underarter finns listade i Catalogue of Life.